# Steven Swanson
Steven Ray "Swanny" Swanson (* 3. prosince 1960, Syracuse, New York, USA) je od roku 1998 astronaut NASA.

## Životní dráha

### Lety do vesmíru
- STS-117, Atlantis (8. června 2007 – 22. června 2007)
- STS-119, Discovery (16. března 2009 – 28. března 2009)

V létě 2011 byl zařazen do záložní posádky Expedice 37/38 na Mezinárodní vesmírnou stanici (ISS) a hlavní posádky Expedice 39/38. K ISS odstartoval 25. března 2014 ve funkci palubního inženýra lodi Sojuz TMA-12M, společně s Alexandrem Skvorcovem a Olegem Artěmjevem. Kvůli problémům s orientačním systémem lodi se plánovaný šestihodinový let ke stanici protáhl na dva dny. Na ISS pracoval jako palubní inženýr devětatřicáté a (od května 2014) velitel čtyřicáté expedice. Během letu jednou vystoupil do vesmíru. Dne 11. září 2014 Swanson, Artěmjev a Skvorcov v pořádku přistáli v Sojuzu TMA-12M na Zemi.